# Triglochin isingiana
Triglochin isingiana là một loài thực vật có hoa trong họ Juncaginaceae. Loài này được (J.M.Black) Aston mô tả khoa học đầu tiên năm 2008.